# Empidonomus
Empidonomus – rodzaj ptaków z podrodziny tyranków (Tyranninae) w obrębie rodziny tyrankowatych (Tyrannidae).

## Rozmieszczenie geograficzne
Rodzaj obejmuje gatunki występujące w Ameryce Południowej.

## Morfologia
Długość ciała 16,5–19 cm; masa ciała 25–46 g.

## Systematyka
Rodzaj zdefiniowała w 1860 roku para niemieckich ornitologów, Jean Cabanis i Ferdinand Heine, w publikacji własnego autorstwa poświęconej zbiorom ornitologicznym znajdującym się w Museum Heineanum. Gatunkiem typowym jest (oznaczenie monotypowe) bentewi zmienny (E. varius).

### Etymologia
- Empidonomus: gr. εμπις empis, εμπιδος empidos ‘komar, moskit’; -νομος -nomos ‘rządzący’, od νεμω nemō ‘utrzymywać władzę, rządzić’[4].
- Griseotyrannus: łac. griseum ‘szary’; rodzaj Tyrannus Lacépède, 1799 (tyran)[5]. Gatunek typowy (oryginalne oznaczenie): Tyrannus aurantioatrocristatus d’Orbigny & Lafresnaye, 1837.

### Podział systematyczny
Do rodzaju należą następujące gatunki:
- Empidonomus varius (Vieillot, 1818) – bentewi zmienny
- Empidonomus aurantioatrocristatus (d’Orbigny & Lafresnaye, 1837) – bentewi ciemny